# ピロシキ

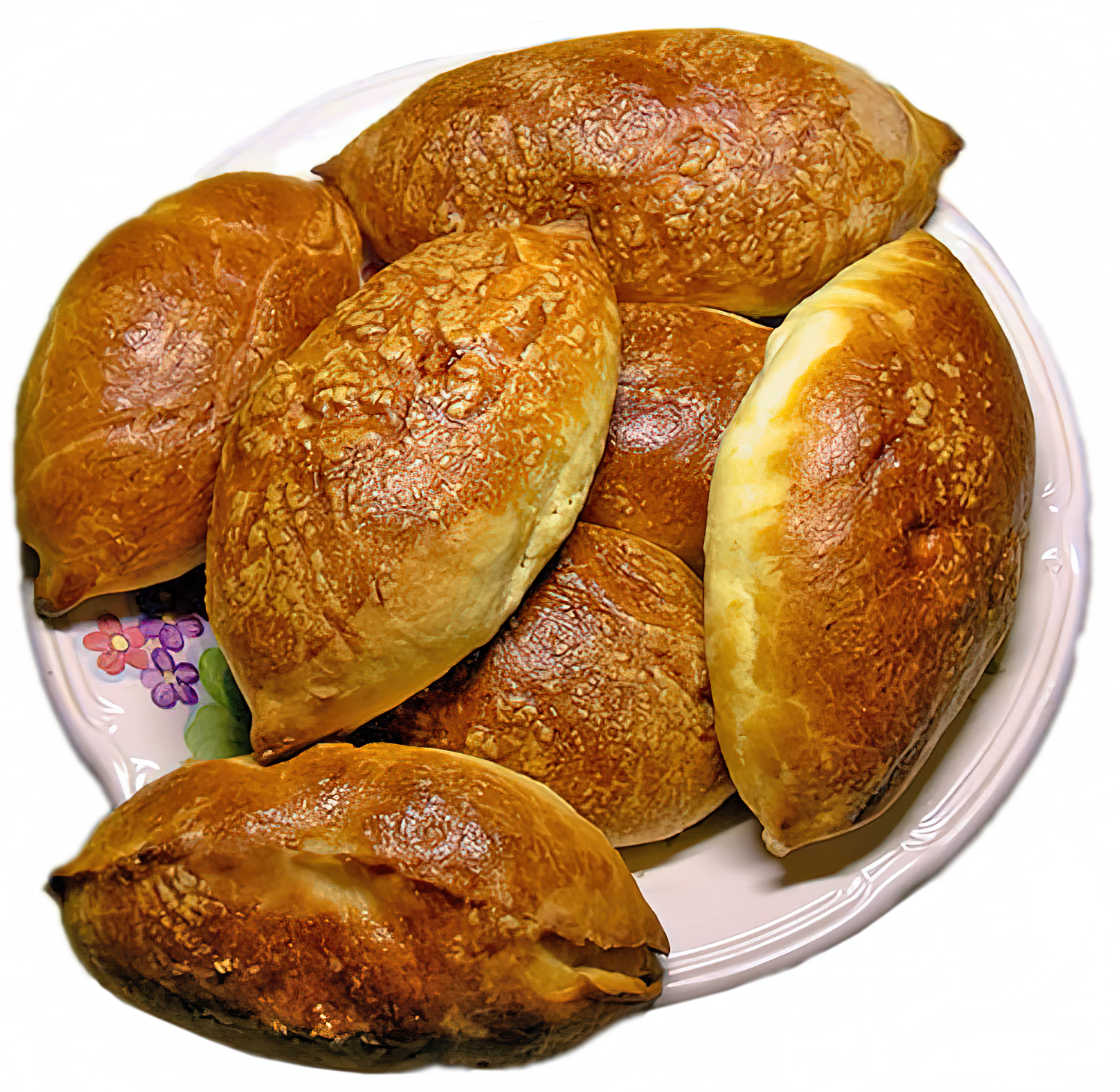
ロシアの焼きピロシキ

ピロシキ（ロシア語: пирожки）またはプィリジキ（ウクライナ語: пиріжки）は、東欧料理の惣菜パンである。主にウクライナ、ベラルーシ、ロシアなどで好まれている。小麦粉を練った生地に色々な具材を包み、オーブンで焼くか油で揚げて作る。

## 各地のピロシキ

### スラヴ系諸国（サハリン州以外の旧ソビエト連邦、東欧）、北欧、中央アジア、西アジア
ウクライナ、ベラルーシ、ロシアの3国では、ピロシキの幅が6cmから13cmくらいである。生地は鶏卵とバターを使ったパン生地、折りパイ生地、練りパイ生地など色々である。焼くピロシキの方が揚げるピロシキよりも一般的である。具も多種多様で、畜肉（挽肉、レバー、脳など）、魚肉（サケ、チョウザメ、シロマスなど）、ゆで卵、フレッシュチーズ、米、カーシャ、ジャガイモ、茸、キャベツなどが用いられる。お茶のお菓子として、ジャムや果物を詰めた菓子パン風の甘いピロシキも作られる。間食として食べる他、コンソメやボルシチなど汁物に添えたり、朝と夜のお茶の時間に食べるのが一般的である。
その他「ピロシキ」と呼ばれる東欧料理に、片面だけを焼いたブリンチキで具を包み、パン粉をまぶしてバターで焼いたブリンチキのピロシキや、折りパイで作った円形の容器に具を詰めた、フランスのヴォル・オ・ヴァンによく似たピロシキがある。どちらも肉、レバー、脳などで作った具を詰めることが多い。

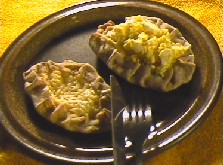
カレリアのピーラッカ

ピロシキは東欧伝統的な家庭料理であると同時に、ロシア皇帝ピョートル1世の時代から街中で売られている一般的な食べ物であり、現在ではファストフード店でも売られている。
ピロシキは近隣のラトビア、ポーランド、イラン、アルメニアにも伝わり、現在では世界的に有名な料理となった。ラトビアでは「ピーラーギ」（pīrāgi）、カレリアおよびフィンランドでは「ピーラッカ」（piirakka）として知られている。なお、よく混同されるポーランドのピエロギはおかずパンというよりも餃子状のダンプリングの一種である。

### 日本およびロシア・サハリン州
日本およびロシアのサハリン州に於けるピロシキは揚げたものが主流で、具は挽肉、ゆで卵、春雨、タマネギ等を炒めたものを入れたり日本のカツレツ風にパン粉を塗して揚げたものもある。
具に春雨を入れる日本風ピロシキは1951年創業の渋谷ロゴスキー初代料理長・長屋美代が考案し、同店で提供するほか、料理レシピ本(柴田書店・「ロシア料理」「標準ロシア料理」など）やロシア料理講習会を行うことによって全国に広まった。これは肉や野菜から出る旨みのあるスープをパン生地に閉じ込めるための方法であり、小麦粉によるとろみづけに代わる工夫であった。
1960年代、1970年代に関西で人気を博したパルナス製菓のピロシキ（商品名パルピロ）は、ゆで卵、タマネギ、牛ミンチ肉を、塩、胡椒味で仕上げた具を用い、揚げて作っていた。
サハリン風ピロシキでは、挽肉、米、キャベツ等が用いられる事が多い。
日本でピロシキとして販売されているパンには日本人の味覚に合わせて大幅にアレンジされたものや、製造者が抱くイメージに基づいて作られているものも多い。さらには、実質的には揚げ中華まんとでも言うべき具材構成・味付けのものも決して珍しくはない。
また、揚げパンの一種である日本のカレーパンは、ピロシキに着想を得て作られたといわれている。
北海道札幌市内に幾つか存在するロシア料理店では、ロシア同様、焼いて作るタイプが主流である。

### イラン
イランのピロシキ（پیراشکی ピーローシュキー）は、小麦粉に水、卵、植物油、イースト、砂糖少々を入れて練ったパン生地で挽肉、トマト、タマネギ、刻んだゆで卵、パセリのみじん切り、ゼレシュク（zereshk）というメギの実などを混ぜた具を包んで揚げたものである。形はアラブ人の「サンブーサク」とよく似ている。

### ウズベキスタン
ウズベキスタンのピロシキには、パン生地にタマネギとマッシュポテトを具として入れ、揚げた物がある。

### アメリカ合衆国
焼いて作るタイプのピロシキがヴォルガ・ドイツ人（ドイツ系ロシア人）の移民によって持ち込まれ、地域によってランザ (runza)、ビエロク (bierock) などの名で呼ばれている。